# Volcà de Colima
El volcà de Colima, de vegades anomenat Volcán de Fuego de Colima per diferenciar-ho del proper volcà Nevado de Colima, és un estratovolcà situat als límits dels estats de Colima i Jalisco, a Mèxic. Els municipis limítrofs del volcà són Comala i Cuauhtémoc, a Colima, i també Tuxpan, Zapotitlán i Tonila, a Jalisco. Es tracta d'un estratovolcà les erupcions del qual s'han considerat explosives. La seva altitud oficial és de 3.820 m sobre el nivell del mar. Tanmateix, a causa de la constant activitat volcànica que ha presentat durant els últims anys, resulta difícil determinar-ne amb exactitud l'altitud actual.
Al llarg de 500 anys, el volcà ha tingut més de 40 explosions des de 1576, d'entre les quals destaquen les de 1585, 1606, 1622, 1690, 1818, 1890, 1903, 1913 (el 13 de gener d'aquell any es va tancar el quart cicle d'activitat) i 1999. El 6 de juny del 2005, a les 11:00 hores, es va produir una columna eruptiva que va alçar-se 4 km sobre el volcà i va llançar cendres de roca i piroclasts. Des de principis de gener del 2013 se l'ha classificat en activitat creixent. El seu cicle eruptiu és d'un segle. El 2015 va començar a presentar un augment en la seva activitat que està en constant vigilància.
Addicionalment, s'ha de tenir en compte l'activitat de menor grau. Al llarg dels últims segles aquest volcà ha incrementat el seu procés eruptiu i se segueixen estudiant els riscos d'una nova erupció. Als estats de Colima i Jalisco, diverses poblacions són vulnerables davant una possible erupció. El dipòsit de fluxos piroclàstics, pluja de pumicita i cendres i de fluxos de llot o lahars podrien afectar en primera instància a les poblacions de La Yerbabuena, La Becerrera, Barranca del Agua, Rancho El Jabalí, Suchitlán, San Antonio i Rancho la Joya, a l'estat de Colima, a més de Juan Barragán, Agostadero, Los Machoa, El Borobollón, Durazno, San Marcos, Tonila, Confradía de Tonila, Causentla, El Fresnal, Atenquique, Saucillo, El Embudo i El Chayán, en l'estat de Jalisco, i en segon terme a altres poblacions de tots dos estats una mica més allunyades, com a Quesería, Ciudad Guzmán, Tuxpan, la ciutat de Colima, Villa de Álvarez, Comala i Cuauhtémoc, entre d'altres.

## 1991
El volcà de Colima va entrar en una activitat tan gran que es va crear un dom que gairebé en cobreix la boca. Van anar-hi vulcanòlegs i, tement una forta explosió, van començar a posar en alerta màxima a totes les poblacions limítrofes. Es va dir llavors que el risc era tan gran que, si fes explosió, els danys arribarien fins a 15 quilòmetres al voltant. Es va produir una explosió que va destruir el dom i va haver-hi emissions de cendra que van cobrir els pobles limítrofs com Tonila, San Marcos, Juan Barragán i La Becerrera.

## 2005
Durant 2005 el volcà de Colima va presentar una activitat explosiva que no va superar el VEI 3. Es va caracteritzar pel desenvolupament de doms i la seva destrucció gairebé immediata a causa d'explosions que van formar columnes eruptives que assoliren alçàries d'entre 4.500 i 9.000 msnm, així com el desenvolupament de fluxos piroclàstics que van arribar fins a 3,5 km de distància del cràter. Després dels esdeveniments explosius, es van generar emissions de cendra que es van distribuir cap als quatre punts cardinals, i assoliren distàncies de fins a 100 km.
Com a conseqüència d'aquesta última erupció, es va formar un cràter que va arribar a tenir una profunditat de fins a 60 m. L'activitat va anar augmentant, per la qual cosa els governs dels estats circumdants han estat en extrema vigilància de l'activitat volcànica.

## A partir del 2012
El 21 de novembre de 2012 es va registrar una gran explosió que va generar una columna de cendra volcànica que es va elevar més de 3 km d'alçària. També va produir un devessall de flux piroclàstic que no va causar danys a la població limítrofa. Una explosió similar va destruir ciutats com Pompeia i Herculà quan el Vesuvi va llançar gran quantitat de flux piroclàstic, 5 vegades més calent que l'aigua bullent, la qual cosa va destruir els teixits tous de les persones que no van aconseguir escapar.
El 29 de gener del 2013 es va produir una explosió que va generar una columna de cendra volcànica que es va elevar a més de 3 km d'alçària.
Una de les erupcions que va tenir repercussions en l'activitat diària de les persones va ser, sens dubte, la registrada el 3 de gener del 2015 a les 10:00 aproximadament (hora de la Ciutat de Mèxic), la qual va tenir una explosió que va pujar 3 km, i la cendra llançada es va expandir a Mazamitla, Zapotiltic, Ciudad Guzmán, Tonila, Tamazula de Gordiano i Valle de Juárez, totes elles a l'estat de Jalisco.
El 16 de gener del 2015 es va produir una columna eruptiva, que va llançar cendres de roca i fluxos piroclàstics. El 21 de gener del 2015 (data en què es commemora l'aniversari d'un terratrèmol al mateix territori de Colima) es va produir una columna eruptiva que es va alçar 4 km. El divendres 10 de juliol del 2015 es va presentar una erupció major, que va obligar a evacuar poblacions a les zones contigües al volcà.
La matinada del 19 de gener de 2017 es va registrar una nova erupció.